# Norwalina
Norwalina (2-APA, z ang. 2-aminopentanoic acid) – organiczny związek chemiczny z grupy aminokwasów należący do α-aminokwasów niebiałkowych (nie wchodzi w skład białek). Norwalina jest inhibitorem arginazy, tym samym zwiększając koncentrację argininy. Enancjomerem biologicznie aktywnym jest L-norwalina.